# Mercedes Ateca
María de las Mercedes Ateca Gómez (Udalla, Cantabria; 23 de diciembre de 1945 - Laredo, Cantabria; 23 de enero de 2021) fue una ciclista española que ganó en tres ocasiones el Campeonato de España de Ciclismo en Ruta, concretamente las tres primeras ediciones de la categoría femenina.

## Trayectoria
En 1978 participó por primera vez en el Campeonato Mundial de Ciclismo en Ruta de 1978, donde quedó en 53.ª posición. En 1979 se adjudicó en Zaragoza el campeonato de España de ciclismo en ruta ante 10 rivales en un circuito de 1250 metros, donde había que realizar 16 vueltas. Se escapó en la primera vuelta y ganó destacadamente ante Blanca Gil y María Victoria Fustero, doblando a varias participantes. Otras fuentes indican que Mercedes atacó en la undécima vuelta. Ese año tenía 33 años y aunque participó en España con el equipo Peña Manuel Santisteban, estaba afincada en París y cuando competía en Francia lo hacía con el Peugeot.
En 1980 volvió a participar Campeonato Mundial de Ciclismo en Ruta, terminando en 59.ª posición. Fue campeona de España de ciclismo en ruta en tres ocasiones consecutivas, desde 1979 hasta 1981. En 1982 no pudo participar, ya que se había fracturado la clavícula, en 1983 fue quinta tras sufrir una caída cuando iba en primer lugar, y en 1984 fue segunda tras María Luisa Izquierdo. Su récord de tres campeonatos de España consecutivos fue igualado en 2007 por María Isabel Moreno, con la que se mantiene igualada a tres triunfos, los mismos que tiene también Rosa María Bravo.
En 2020, Mercedes recibió un homenaje del Gobierno de Cantabria durante la Vuelta a Cantabria 2020 sub-23.